# L'albero delle fate
L'albero delle fate è un album di Giuseppe Mango del 2007.

## Descrizione
L'album contiene Chissà se nevica, con cui il cantautore lucano ha partecipato al Festival di Sanremo 2007 classificandosi al quinto posto.

La scelta del titolo dell'album è stata spiegata così da Mango in un'intervista:
L'Albero delle Fate, nei miei pensieri, è un albero sul quale tutti dovremmo salire per raggiungere il ramo più alto e cogliere il frutto più bello, quello più importante. Tutti gli adulti dovrebbero impegnarsi a ritrovare l'Albero delle Fate. È, se vogliamo, la metafora della fantasia, che abbiamo quando siamo bambini, ma che perdiamo crescendo. Senza la fantasia, l'uomo è niente.
L'Albero delle Fate è stato anche indicato dall'artista, prima della sua ultima esibizione alla kermesse sanremese, come il luogo su cui le poesie si arrampicano per diventare canzoni.
Il processo di stesura dei brani e di pre-produzione è avvenuto presso la casa natale di Mango a Lagonegro, mentre registrazioni, mixaggio e post-produzione hanno avuto luogo presso i Forward Studios di Grottaferrata.
La traccia finale dell'album, Sorprenderò l'immenso, è stata arrangiata con la collaborazione di Geoff Westley.

## Tracce
1. Chissà se nevica - 4:00 (Mango, Mango, Carlo De Bei)
2. La saggezza e il pane - 4:09 (Mango, Mango, Carlo De Bei)
3. L'albero delle fate - 4:26 (Mango)
4. Dentro me ti scrivo - 4:29 (Mango)
5. Passo flamenco - 5:22 (Mango)
6. Seme di mandarino - 3:58 (Mango, Mango, Carlo De Bei)
7. E ti amo più di me - 4:37 (Mango, Carlo De Bei, Mango, Carlo De Bei)
8. Ai tuoi sogni - 3:44 (Carlo De Bei)
9. La fine delle poesie - 4:02 (Mango, Carlo De Bei)
10. Sensazionale - 4:03 (Mango, Mango, Carlo De Bei)
11. Che difficile canzone sei - 4:04 (Mango, Mango, Carlo De Bei)
12. Sorprenderò l'immenso - 6:07 (Mango)

## Classifiche
| Classifica | Posizione massima |
| ---------- | ----------------- |
| Italia     | 7                 |

## Formazione
- Mango - voce
- Carlo De Bei - chitarra
- Nello Giudice - basso
- Rocco Petruzzi - tastiera
- Giancarlo Ippolito - batteria
- Moreno Touchè - percussioni
- Geoff Westley - arrangiamento degli archi in Sorprenderò l'immenso